# Station Ellewoutsdijk
Station Ellewoutsdijk is een station aan de tramlijn Goes - Hoedekenskerke - Goes van de voormalige Spoorweg-Maatschappij Zuid-Beveland te Ellewoutsdijk in de provincie Zeeland.